# Grocholice (gromada w powiecie bełchatowskim)
Grocholice – dawna gromada, czyli najmniejsza jednostka podziału terytorialnego Polskiej Rzeczypospolitej Ludowej w latach 1954–1972.
Gromady, z gromadzkimi radami narodowymi (GRN) jako organami władzy najniższego stopnia na wsi, funkcjonowały od reformy reorganizującej administrację wiejską przeprowadzonej jesienią 1954 do momentu ich zniesienia z dniem 1 stycznia 1973, tym samym wypierając organizację gminną w latach 1954–1972.
Gromadę Grocholice siedzibą GRN w Grocholicach (obecnie w granicach Bełchatowa) utworzono – jako jedną z 8759 gromad na obszarze Polski – w powiecie piotrkowskim w woj. łódzkim, na mocy uchwały nr 35/54 WRN w Łodzi z dnia 4 października 1954. W skład jednostki weszły obszary dotychczasowych gromad Grocholice, Kurnos, Ludwików, Mazury, Oleśnik i Zamoście oraz wieś Rząsawa, wieś Morgi Rząsawskie i osada Wawrzkowizna z dotychczasowej gromady Rząsawa ze zniesionej gminy Grocholice; ponadto obszar dotychczasowej gromady Zdzieszulice Dolne ze zniesionej gminy Bełchatówek oraz osada młyńska Słok z dotychczasowej gromady Wola Grzymalina ze zniesionej gminy Kleszczów; wszystkie jednostki w tymże powiecie. Dla gromady ustalono 27 członków gromadzkiej rady narodowej.
1 stycznia 1956 gromada weszła w skład nowo utworzonego powiatu bełchatowskiego w tymże województwie.
1 stycznia 1959 do gromady Grocholice przyłączono obszar zniesionej gromady Janów.
Gromada przetrwała do końca 1972 roku, czyli do kolejnej reformy gminnej. 1 stycznia 1973 – tym razem w powiecie bełchatowskim – reaktywowano gminę Grocholice.